# Communauté de communes de Saulieu-Morvan
Die Communauté de communes de Saulieu-Morvan ist ein französischer Gemeindeverband mit der Rechtsform einer Communauté de communes im Département Côte-d’Or in der Region Bourgogne-Franche-Comté. Er wurde am 1. Januar 2004 gegründet und umfasst zwölf Gemeinden. Der Verwaltungssitz befindet sich im Ort Saulieu.

## Historische Entwicklung
Mit dem Dekret des Präfekten vom 26. Oktober 2023 änderte der Gemeindeverband seinen bisherigen Namen Communauté de communes de Saulieu zum aktuellen.

## Mitgliedsgemeinden
| Gemeinde                                 | Einwohner 1. Januar 2022 | Fläche km² | Dichte Einw./km² | Code INSEE | Postleitzahl |
| ---------------------------------------- | ------------------------ | ---------- | ---------------- | ---------- | ------------ |
| Champeau-en-Morvan                       | 223                      | 33,95      | 7                | 21139      | 21210        |
| La Motte-Ternant                         | 150                      | 21,32      | 7                | 21445      | 21210        |
| La Roche-en-Brenil                       | 909                      | 50,85      | 18               | 21525      | 21530        |
| Molphey                                  | 130                      | 7,58       | 17               | 21422      | 21210        |
| Rouvray                                  | 503                      | 9,48       | 53               | 21531      | 21530        |
| Saint-Andeux                             | 118                      | 11,84      | 10               | 21538      | 21530        |
| Saint-Didier                             | 199                      | 21,14      | 9                | 21546      | 21210        |
| Saint-Germain-de-Modéon                  | 174                      | 16,31      | 11               | 21548      | 21530        |
| Saulieu                                  | 2.269                    | 32,03      | 71               | 21584      | 21210        |
| Sincey-lès-Rouvray                       | 103                      | 8,73       | 12               | 21608      | 21530        |
| Thoisy-la-Berchère                       | 305                      | 34,74      | 9                | 21629      | 21210        |
| Villargoix                               | 144                      | 17,45      | 8                | 21687      | 21210        |
| Communauté de communes de Saulieu-Morvan | 5.227                    | 265,42     | 20               | –          | –            |